# Feriha Tevfik

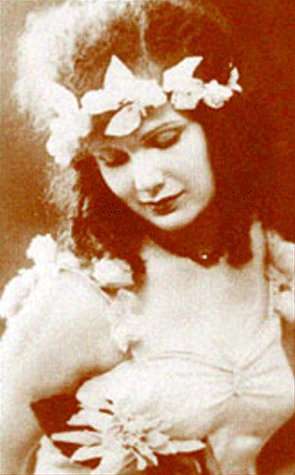
Feriha Tevfik

Feriha Tevfik Dağ (* 27. Mai 1910 in Istanbul; † 22. April 1991 ebenda als Feriha Tevfik Negüz) war eine türkische Schauspielerin und Gewinnerin eines Schönheitswettbewerbs.

## Leben und Karriere
Tevfik war die Enkelin von Mehmet Tevfik Bey, einem ehemaligen Fischereichef und die Tochter von Mehmet İbrahimzade. Tevfik nahm 1929 am Miss Turkey teil und sie gewann dort. 1932 nahm sie nochmal teil und wurde nach Keriman Halis Zweite. Sie spielte in zahlreichen Filmen mit wie Kaçakçılar, Bir Millet Uyanıyor, Leblebici Horhor Ağa, Tosun Paşa, Bir Kavuk Devrildi. Sie war dreimal verheiratet und starb 1991 an den Folgen einer Hirnblutung. Ihr Grab befindet sich auf dem Friedhof Kadıköy İçerenköy.

## Filmografie
Filme
- 1929: Kaçakçılar
- 1932: Bir Millet Uyanıyor
- 1933: Karım beni aldatırsa
- 1934: Milyon avcıları
- 1934: Leblebici Horhor Ağa
- 1935: Aysel Bataklı Damın Kızı
- 1939: Bir kavuk devrildi
- 1939: Allah'ın cenneti
- 1939: Tosun Paşa